# Drasteria petricola
Drasteria petricola (tên tiếng Anh: Little Arches) là một loài bướm đêm thuộc họ Erebidae. Loài này có ở Yukon và Northwest Territories phía nam đến New Mexico ở dãy núi Rocky, phía đông đến Manitoba.
Sải cánh dài khoảng 34 mm. Con trưởng thành bay từ tháng 5 đến tháng 7.
Ấu trùng ăn các loài Hedysarum. Adults feed on the nectar of flowers, bao gồm mint in Utah.

## Phụ loài
- Drasteria petricola petricola
- Drasteria petricola athabasca (mountains of British Columbia)
- Drasteria petricola crokeri (prairie populations)